# Lijst van graven van Leuven

Wapenschild van de graven van Leuven.

De lijst van de graven van Leuven, beginnende met Lambert I van Leuven. In 1183 wordt Hendrik I, graaf van Leuven tevens hertog van Brabant. Sindsdien zijn zowel de titel als het gebied van de graaf van Leuven verbonden met het hertogdom Brabant. De laatste persoon in het bezit van het hertogdom Brabant was keizer Frans II van het Heilige Roomse Rijk. De honorofieke titel hertog van Brabant leeft momenteel nog voort in België en Spanje.

## Graven van Leuven (1003-1795)

### Huis van Leuven(1003-1406)
| Periode     | Graaf                             | Huwelijk                       | Verwantschap voorgaande | Verworven titels                                                    |
| ----------- | --------------------------------- | ------------------------------ | ----------------------- | ------------------------------------------------------------------- |
| ??? - 1003  | ONBEKEND HUIS                     | ONBEKEND HUIS                  | ONBEKEND HUIS           | ONBEKEND HUIS                                                       |
| ??? - 1003  | ? (vader van Adelheid van Leuven) | ?                              | -                       |                                                                     |
| 1003 - 1406 | HUIS RENIERS                      | HUIS RENIERS                   | HUIS RENIERS            | HUIS RENIERS                                                        |
| 1003 - 1015 | Lambert I van Leuven              | Gerberga van Neder-Lotharingen | schoonzoon              | Graaf van Brussel, voogd van de abdijen van Nijvel en Gembloers.    |
| 1015 - 1038 | Hendrik I van Leuven              | ?                              | zoon                    |                                                                     |
| 1038 - 1041 | Otto van Leuven ?                 | ?                              | zoon                    |                                                                     |
| 1041 - 1054 | Lambert II Balderik van Leuven    | Oda van Verdun                 | zoon of neef            |                                                                     |
| 1054 - 1079 | Hendrik II van Leuven             | Adela                          | zoon                    |                                                                     |
| 1079 - 1095 | Hendrik III van Leuven            | Gertrudis van Vlaanderen       | zoon                    | Landgraaf van Brabant (1085)                                        |
| 1095 - 1139 | Godfried I van Leuven             | Ida van Chiny                  | broer                   | Hertog van Neder-Lotharingen en markgraaf van Antwerpen (1106-1128) |
| 1139 - 1142 | Godfried II van Leuven            | Lutgardis van Sulzbach         | zoon                    | Hertog van Neder-Lotharingen (1139)                                 |
| 1142 - 1190 | Godfried III van Leuven           | Margaretha van Limburg         | zoon                    |                                                                     |
| 1190 - 1235 | Hendrik I van Brabant             | Mathilde van Boulogne          | zoon                    | Hertog van Brabant (1183)                                           |
| 1235 - 1248 | Hendrik II van Brabant            | Maria van Zwaben               | zoon                    | Graaf van Dalhem (1244)                                             |
| 1248 - 1261 | Hendrik III van Brabant           | Aleidis van Bourgondië         | zoon                    |                                                                     |
| 1261 - 1267 | Hendrik IV van Brabant            | Geen                           | zoon                    |                                                                     |
| 1267 - 1294 | Jan I van Brabant                 | Margaretha van Dampierre       | broer                   | Hertog van Limburg (1288)                                           |
| 1294 - 1312 | Jan II van Brabant                | Margaretha van York            | zoon                    |                                                                     |
| 1312 - 1355 | Jan III van Brabant               | Maria van Évreux               | zoon                    | Heer van Breda (1326-1339)                                          |
| 1355 - 1406 | Johanna van Brabant               | Wenceslaus I van Luxemburg     | dochter                 |                                                                     |

### Huis Valois (1406-1482)
| Periode     | Graaf                              | Huwelijk                   | Verwantschap voorgaande |
| ----------- | ---------------------------------- | -------------------------- | ----------------------- |
| 1406 - 1415 | Anton van Bourgondië               | Johanna van Saint-Pol      | zoon van nicht          |
| 1415 - 1427 | Jan IV van Brabant                 | Jacoba van Beieren         | zoon                    |
| 1427 - 1430 | Filips van Saint-Pol               | Margaretha                 | broer                   |
| 1430 - 1467 | Filips III de Goede van Bourgondië | Isabella van Portugal      | neef                    |
| 1467 - 1477 | Karel de Stoute                    | Isabella van Bourbon       | zoon                    |
| 1477 - 1482 | Maria I van Bourgondië             | Maximiliaan van Oostenrijk | dochter                 |

### Huis Habsburg (1482-1740)
| Periode     | Graaf                           | Huwelijk                                       | Verwantschap voorgaande                        |
| ----------- | ------------------------------- | ---------------------------------------------- | ---------------------------------------------- |
| 1482 - 1506 | Filips I de Schone van Castilië | Johanna van Castilië                           | zoon                                           |
| 1506 - 1555 | keizer Karel V                  | Isabella van Portugal                          | zoon                                           |
| 1555 - 1598 | Filips II van Spanje            | Elisabeth van Valois                           | zoon                                           |
| 1598 - 1621 | Isabella van Spanje             | Albrecht van Oostenrijk                        | dochter                                        |
| 1621 - 1665 | Filips IV van Spanje            | Maria Anna van Oostenrijk                      | tante                                          |
| 1621 - 1700 | Karel II van Spanje             | Marie Louise van Orléans                       | zoon                                           |
| 1700 - 1713 | Spaanse Succesieoorlog          |                                                |                                                |
| 1713 - 1740 | keizer Karel VI                 | Elisabeth Christine van Brunswijk-Wolfenbüttel | achterachterkleinkind van Filips II van Spanje |

### Huis Habsburg-Lotharingen (1745-1795)
| Periode     | Graaf                         | Huwelijk                           | Verwantschap voorgaande |
| ----------- | ----------------------------- | ---------------------------------- | ----------------------- |
| 1745 - 1765 | Maria Theresia van Oostenrijk | keizer Frans I Stefan              | dochter                 |
| 1765 - 1790 | keizer Jozef II               | Isabella Maria van Bourbon-Parma   | zoon                    |
| 1790 - 1792 | keizer Leopold II             | Marie Louise van Spanje            | broer                   |
| 1792 - 1795 | keizer Frans II               | Maria Theresia van Bourbon-Sicilië | zoon                    |

## Voetnoten
1. ↑  Het bestaan van Otto van Leuven wordt betwijfeld. Van Droogenbroeck F. J., 'De 11e-eeuwse graaf Otto van Leuven, mythe of werkelijkheid?' (2018)
2. ↑  In 1183 benoemd tot hertog van Brabant. Sindsdien wordt de titel graaf van Leuven verbonden met hertog van Brabant.
3. ↑  Hendrik IV van Brabant was mentaal gestoord. Zijn moeder, Adeilis van Bourgondië, nam het regentschap waar en overhaalde hem in mei 1276 om troonsafstand te doen, ten gunste van zijn broer Jan.
4. ↑  Omdat haar vader bij zijn overlijden in 1355 geen mannelijke erfgenamen meer achterliet, volgde zij hem in Brabant en Limburg op en moest bij die gelegenheid de Blijde Inkomst (1356) verlenen, omdat de steden garanties eisten voor het respecteren van hun privileges. De erfopvolging werd echter betwist door haar zwagers Lodewijk II van Male, graaf van Vlaanderen, en Reinoud III van Gelre, hertog van Gelre, en deze 'familieruzie' leidde tot de Brabantse Successieoorlog.
5. ↑  Johanna van Brabant stelde de dochter van haar zus, haar nicht, aan als troonopvolgster, deze overleed voor Johanna en hierdoor volgde Anton van Bourgondië zijn moeders tante op als hertog van Brabant.